# Voliminal: Inside the Nine
Albums de Slipknot
Disasterpieces
(2002) (sic)nesses
(2010)
Voliminal : Inside the Nine est le troisième album vidéo du groupe de heavy metal américain Slipknot, distribué le 5 décembre 2006 par le label Roadrunner Records.

## Développement
Slipknot sort un nouveau DVD intitulé Voliminal : Inside the Nine faisant entrevoir l'univers de Slipknot de l'intérieur et nous fait découvrir la vie du groupe pendant l'enregistrement de Vol.3: The Subliminal Verses, en tournée dans le monde entier, notamment en live et backstage. Après trois albums certifié disques d'or, deux vidéos certifié disques de platine en France, et cinq millions de disques vendus dans le monde depuis ses débuts[réf. nécessaire]. Le premier disque contient un film de 84 minutes réalisé par Shawn Crahan (le Clown, n°6) donnant une vision unique du groupe par l'intermédiaire d'un de ses membres,. Plusieurs bonus cachés révèlent un peu plus de l'intimité de chaque membre du groupe (composé de Sid Wilson (#0), Joey Jordison (#1), Paul Gray (#2), Chris Fehn (#3), James Root (#4), Craig Jones (#5), Shawn Crahan (#6), Mick Thomson (#7) et Corey Taylor (#8)). Le deuxième disque contient des séquences live inédites (issues de divers concerts dans le monde entier et de passages télévisés), des clips (dont le controversé et inédit Vermilion Pt. 2) et des interviews de chaque membre du groupe.

## Conception et enregistrement
L'idée initiale du DVD émerge du percussionniste Shawn Crahan, trois semaines avant l'arrivée du groupe au studio The Mansion en 2003, dans lequel ils travaillent sur leur troisième album Vol. 3: (The Subliminal Verses). Crahan reçoit l'aide de leur label Roadrunner, qui les fournit en cassettes et équipements caméra. l'enregistrement débute lorsque Slipknot arrive au studio The Mansion et se termine jusqu'à la fin de leur tournée en 2005, supposément de 28 mois. Le but de Crahan est de capturer autant d'images de Slipknot qu'il pouvait. Pendant le tournage, Crahan effectue quelques tests et révèle l'idée aux autres membres, jugeant ainsi leur action et leur intérêt. Plus de 300 cassettes de 60 minutes sont utilisées lors du tournage

## Contenu
Le premier disque de Voliminal: Inside The Nine présente un film de 84 minutes composé de tournée dans le monde entier, notamment en live et backstage. Le film est tourné par le biais de caméras numériques. Le second disque est une entrevue avec les neuf membres du groupe.

### Concerts
- (sic) (The Eurockeenes Festival 2004)
- The Blister Exists (WFF 2004)
- Eyeless (WFF 2004)
- Vermilion (TMF Awards 2004)
- Duality (Summer Sonic 2005)
- The Heretic Anthem (Summer Sonic 2005)
- Pulse of the Maggots (Summer Sonic 2005)
- Before I Forget (Summer Sonic 2005)
- People = Shit (Summer Sonic 2005)

### Clips vidéos
- Duality
- Vermilion
- Vermilion Pt. 2
- Before I Forget
- The Nameless